# Route nationale 12 (Tunisie)
Pour les autres articles nationaux ou selon les autres juridictions, voir Route nationale 12.
La route nationale 12 ou RN12 est un axe routier de Tunisie qui relie Sousse et la route nationale 5.

## Villes traversées
- Sousse
- Sidi El Hani
- Kairouan
- Chebika
- Haffouz
- Kesra
- Makthar
- Le Sers